# Theridion rampum
Theridion rampum är en spindelart som beskrevs av Claude Lévi 1963. Theridion rampum ingår i släktet Theridion och familjen klotspindlar. Inga underarter finns listade i Catalogue of Life.